# Алдабергенов, Утемис
Утемис Алдабергенов (1917 год, пос. Карабутак, Иргизский уезд — 1991 год, Актобе) — советский партийный деятель.

## Биография
В 1942 году был призван в ряды Красной армии. Прошел войну в составе 200-го полка 2-й стрелковой дивизии Волховского фронта. Заместитель командира роты по политической работе. В 1945 г. после демобилизации из армии — на службе в органах внутренних дел.
В 1962 году был избран председателем исполнительного комитета Актюбинского областного совета. Начальник управления бытового обслуживания Актюбинского областного совета до выхода на пенсию.
Умер в 1991 году.

## Награды
Ордена Отечественной войны 1-й степени, Красной Звезды, Трудового Красного Знамени.